# ناحیه اریکسون، شهرستان رنویل، مینه سوتا
ناحیه اریکسون (به انگلیسی: Ericson Township) یک منطقهٔ مسکونی در ایالات متحده آمریکا است که در شهرستان رنویل، مینه‌سوتا واقع شده‌است.
 ناحیه اریکسون ۹۴٫۱ کیلومتر مربع مساحت و ۲۵۳ نفر جمعیت دارد و ۳۲۵ متر بالاتر از سطح دریا واقع شده‌است.